# Absalon Hotel
Absalon Hotel er et københavnsk firestjernet hotel beliggende i Helgolandsgade på Vesterbro ca. midt mellem Københavns Hovedbanegård og Kødbyen.

## Historie og udvikling
Absalon Hotel blev grundlagt af hotelejer Vilhelm Johannes Andersen og hustru Erna Andersen, født Jensen (1905-1993) og åbnede som missionshotel i 1938 med blot 11 værelser. Efter stifterne stod deres sønner, Eric og Mogens Nedergaard i mange år for driften.
I dag har hotellet 161 værelser med morgenmadsservering.

## Ejerskab og drift
Hotellet er ejet af Absalon Fonden, en familiefond, og hotellet drives af direktør Karen Nedergaard, der er barnebarn af stifterne.
Absalon Fonden ejer ligeledes Andersen Boutique Hotel, der også er beliggende i Helgolandsgade. Dette hotel er opkaldt efter stifteren Erna Andersen. Begge hoteller bliver drevet af tredje generation.

## Særlige hændelser
Natten mellem den 13. og 14. februar 2013 måtte 156 gæster evakueres fra Absalon Hotel grundet røgudvikling. Det viste sig efter nærmere undersøgelse, at alarmen var gået som følge af en selvantændt lampe på 5. sal. Efter nogle timer kunne de evakuerede gæster dog vende tilbage til hotellet.